# Şuşakənd
Şuşakənd (in armeno Շոշ ?, trasl. come Shosh) è un comune azero del distretto di Xocalı.
Con il nome di Shosh fu una comunità rurale della regione di Askeran nell'Artsakh (già repubblica del Nagorno Karabakh) sino all'autunno 2023.
Prima dell'esodo della popolazione di lingua armena, Şuşakənd contava poco più di cinquecento abitanti e sorge in zona collinare tra le città di Şuşa (già Shushi) e di Step'anakert a una decina di chilometri fra le due.